# Maison d'arrêt de Fontenay-le-Comte
La maison d'arrêt de Fontenay-le-Comte est une maison d'arrêt située à Fontenay-le-Comte, dans le département la Vendée, en région Pays de la Loire.

## Histoire
La première prison fut érigée dès le XVIIIe siècle sur l'actuelle rue Guillement , la prison fut élevée au rang de maison d'arrêt, de justice et de correction à l'époque révolutionnaire. En juin 1811, elle devint maison d'arrêt et de correction, à la suite du transfert de la cour d'assises et de la maison de justice au chef-lieu du département. Dans un rapport adressé au Conseil des bâtiments civils le 20 août 1812, le ministre de l'Intérieur souligna que la maison d'arrêt servait également de maison de correction, de dépôt de sûreté et, à l'occasion, de maison de police municipale, bien que la municipalité en eût fait édifier une depuis quelques années. Cet établissement, solide, sûr et en excellent état, se composait de deux corps de bâtiments, chacun doté d'une cour, l'une pour les hommes, l'autre pour les femmes, pouvant accueillir aisément 70 à 80 détenus.
Des travaux de restauration sont entrepris en 1815, un projet de chapelle est envisagé en 1818, et un agrandissement est proposé en 1820-1821. Finalement, le préfet approuve, par arrêté du 10 novembre 1824, la construction d'un édifice neuf, selon les plans de l'architecte Charles Vetault. D'autres travaux furent effectuées en 1850 par l'architecte Jean-Firmin Levêque, mais cependant en 1854, son projet d'aménagement ne voit pas le jour. En 1857, l'architecte Victor Clair soumit un projet d'extension qui, finalement, ne connut pas de réalisation effective, les travaux n'ayant été que partiellement exécutés.
Jugée vétuste, la maison d'arrêt est reconstruite entre 1897 et 1899 par l'architecte départemental Georges Loquet.
La réforme judiciaire et pénitentiaire de 1926 entraîne la suppression d'un nombre considérable de prisons d'arrondissement, et celle de Fontenay est ainsi fermée en octobre 1926. Les lois promulguées les 22 août 1929 et 16 juillet 1930 rétablissent un grand nombre de ces établissements. La prison de Fontenay rouvre ses portes en octobre 1930, pour être à nouveau supprimée par décret du 28 avril 1934. Elle est alors intégrée à la prison de Niort, les détenus étant transférés dans cette dernière. Toutefois, durant la Seconde Guerre mondiale, la maison d'arrêt est rouverte définitivement afin d'y interner des résistants. Après la Libération, des femmes y sont internées pour faits de collaboration.
En 1950, la maison d’arrêt de La Rochelle se voit contrainte de fermer ses portes, la vétusté de ses bâtiments rendant leur maintien inopportun. Dès lors, les détenus de la Charente-Maritime sont transférés à la maison d'arrêt de Fontenay-le-Comte. En 1965, ladite prison, jusqu’alors apanage du département, est cédée à l’État ; ce faisant, Fontenay-le-Comte, autrefois sous la juridiction du ressort de Bordeaux, est désormais rattachée à celui de Rennes. En 1972, le quartier des femmes est aboli et définitivement fermé. L’année suivante, il est statué que les détenus mineurs ainsi que les jeunes majeurs n’ayant pas encore atteint 21 ans seront désormais dirigés vers le centre de jeunes détenus de Rochefort.
En 1985, il est fait droit à l’installation de la télévision au sein des cellules. Peu après, en 1986, les cours de promenade, naguère compartimentées en enclos circulaires dits « en camembert », sont agrégées en une unique enceinte dévolue à l’essor des détenus. En 1995, l’enceinte carcérale se voit agrandie afin d’y adjoindre une infirmerie ainsi qu’un cabinet destiné aux soins dentaires.
En 2017, un projet de prison voit le jour à La Roche-sur-Yon et à Fontenay. En effet, les deux bâtiments ne correspondent plus aux normes actuelles. Cependant, en 2018, le ministère de la Justice annule le projet, ce qui provoque une polémique au sein des deux villes.

## Événements notables
Le directeur de la prison, est agressé par un détenu le 7 octobre 2019. L'homme en question est né en 1999 et est arrivé à Fontenay 16 mois plus tôt. Il est reconnu comme instable et était signalé pour sa radicalisation depuis quelques semaines,. Le directeur est placé en ITT de deux jours et l'agresseur est condamné à 8 mois de prison.